# Aplidium urgorrii
Aplidium urgorrii är en sjöpungsart som beskrevs av Vazquez 1994. Aplidium urgorrii ingår i släktet Aplidium och familjen klumpsjöpungar. Inga underarter finns listade i Catalogue of Life.